# Verein für Leibesübungen von 1899 2018-2019
Questa voce raccoglie le informazioni riguardanti il Verein für Leibesübungen von 1899 nelle competizioni ufficiali della stagione 2018-2019.

## Stagione
Nella stagione 2018-2019 l'Osnabrück, allenato da Daniel Thioune, concluse il campionato di 3. Liga al 1º posto e fu promosso in 2. Bundesliga.

## Rosa
| N. |                       | Ruolo | Calciatore            |
| -- | --------------------- | ----- | --------------------- |
| 1  | Germania (bandiera)   | P     | Nils Körber           |
| 2  | Germania (bandiera)   | C     | Manuel Farrona-Pulido |
| 3  | Germania (bandiera)   | D     | Furkan Zorba          |
| 4  | Germania (bandiera)   | D     | Simon Haubrock        |
| 5  | Kazakistan (bandiera) | D     | Konstantin Engel      |
| 6  | Germania (bandiera)   | D     | Alexander Dercho      |
| 7  | Kosovo (bandiera)     | D     | Bashkim Ajdini        |
| 8  | Germania (bandiera)   | C     | Ulrich Taffertshofer  |
| 9  | Germania (bandiera)   | A     | Marcos Álvarez        |
| 10 | Marocco (bandiera)    | C     | Anas Ouahim           |
| 11 | Germania (bandiera)   | A     | Luca Pfeiffer         |
| 13 | Germania (bandiera)   | C     | Tim Danneberg         |
| 14 | Togo (bandiera)       | A     | Etienne Amenyido      |
| 16 | Germania (bandiera)   | D     | Thomas Konrad         |

| N. |                     | Ruolo | Calciatore         |
| -- | ------------------- | ----- | ------------------ |
| 17 | Croazia (bandiera)  | D     | Adam Sušac         |
| 18 | Germania (bandiera) | D     | Maurice Trapp      |
| 19 | Germania (bandiera) | A     | Steffen Tigges     |
| 20 | Germania (bandiera) | A     | Marc Heider        |
| 21 | Germania (bandiera) | P     | Laurenz Beckemeyer |
| 22 | Germania (bandiera) | P     | Philipp Kühn       |
| 23 | Polonia (bandiera)  | C     | David Blacha       |
| 26 | Germania (bandiera) | C     | Sebastian Klaas    |
| 27 | Germania (bandiera) | D     | Felix Agu          |
| 28 | Germania (bandiera) | D     | Tim Möller         |
| 29 | Kosovo (bandiera)   | C     | Kamer Krasniqi     |
| 30 | Germania (bandiera) | C     | Alexander Riemann  |
| 33 | Germania (bandiera) | A     | Benjamin Girth     |

## Organigramma societario
Area tecnica
- Allenatore: Daniel Thioune
- Allenatore in seconda: Tim Danneberg, Merlin Polzin
- Preparatore dei portieri: Rolf Meyer
- Preparatori atletici:

## Calciomercato

### Sessione estiva
| Acquisti | Acquisti              | Acquisti             | Acquisti |
| R.       | Nome                  | da                   | Modalità |
| -------- | --------------------- | -------------------- | -------- |
| C        | Alexander Riemann     | LASK                 |          |
| A        | Etienne Amenyido      | Borussia Dortmund II |          |
| C        | David Blacha          | Wehen Wiesbaden      |          |
| C        | Manuel Farrona-Pulido | Fortuna Colonia      |          |
| D        | Simon Haubrock        | Osnabrück U19        |          |
| P        | Nils Körber           | Preußen Münster      |          |
| P        | Philipp Kühn          | Drochtersen-Assel    |          |
| C        | Anas Ouahim           | Colonia              |          |
| A        | Luca Pfeiffer         | Kickers Stoccarda    |          |
| D        | Felix Schiller        | Magdeburgo           |          |
| C        | Ulrich Taffertshofer  | Unterhaching         |          |
| D        | Maurice Trapp         | Chemnitz             |          |

| Cessioni | Cessioni          | Cessioni             | Cessioni |
| R.       | Nome              | a                    | Modalità |
| -------- | ----------------- | -------------------- | -------- |
| A        | Ahmet Arslan      | Lubecca              |          |
| C        | Christian Bickel  | Zwickau              |          |
| P        | Marius Gersbeck   | Hertha Berlino       |          |
| C        | Christian Groß    | Werder Brema II      |          |
| A        | Emmanuel Iyoha    | Fortuna Düsseldorf   |          |
| A        | Jules Reimerink   | Sportfreunde Lotte   |          |
| P        | Yannick Rohrmann  | Rödinghausen         |          |
| D        | Marcel Ruschmeier | SC Spelle-Venhaus    |          |
| D        | Stephen Sama      | Greuther Fürth       |          |
| A        | Utku Sen          | Holstein Kiel        |          |
| A        | Jannik Tepe       | F. Düsseldorf II     |          |
| P        | Leon Tigges       | Alemannia Aquisgrana |          |
| D        | Marc Wachs        | Wehen Wiesbaden      |          |

### Sessione invernale
| Acquisti | Acquisti       | Acquisti         | Acquisti |
| R.       | Nome           | da               | Modalità |
| -------- | -------------- | ---------------- | -------- |
| D        | Thomas Konrad  | Viktoria Berlino |          |
| A        | Benjamin Girth | Holstein Kiel    |          |

| Cessioni | Cessioni | Cessioni | Cessioni |
| R.       | Nome     | a        | Modalità |
| -------- | -------- | -------- | -------- |

## Risultati

### 3. Liga

#### Girone di andata
| Arbitro: | Thomsen |

|                               |           |            |
| Ajdini 65’ Farrona-Pulido 90’ | Marcatori | 34’ Gnaase |

| Arbitro: | Welz |

|  |           |                       |
|  | Marcatori | 62’ Blacha 90’ Ouahim |

| Arbitro: | Ittrich |

|                                |           |                         |
| Farrona-Pulido 77’ Álvarez 90’ | Marcatori | 35’ Grimaldi 47’ Lorenz |

| Aspach 11 agosto 2018, ore 14:00 CEST 4ª giornata | Sonnenhof G. | 0 – 0 referto | Osnabrück | Mechatronik Arena (2 500 spett.)\| Arbitro: \| Lossius \| |
| Arbitro:                                          | Lossius      |               |           |                                                           |

| Arbitro: | Kampka |

|                                   |           |  |
| Trapp 40’ Álvarez 44’, 67’ (rig.) | Marcatori |  |

| Arbitro: | Gräfe |

|          |           |             |
| Manu 66’ | Marcatori | 57’ Álvarez |

| Arbitro: | Weickenmeier |

|  |           |          |
|  | Marcatori | 56’ Fink |

| Arbitro: | Fritsch |

|  |           |            |
|  | Marcatori | 72’ Ajdini |

| Arbitro: | Gasteier |

|            |           |  |
| Heider 49’ | Marcatori |  |

| Jena 30 settembre 2018, ore 13:00 CEST 10ª giornata | Carl Zeiss Jena | 0 – 0 referto | Osnabrück | Ernst-Abbe-Sportfeld (4 571 spett.)\| Arbitro: \| Schultes \| |
| Arbitro:                                            | Schultes        |               |           |                                                               |

| Arbitro: | Siewer |

|                                |           |  |
| Farrona-Pulido 59’ Álvarez 90’ | Marcatori |  |

| Lotte 20 ottobre 2018, ore 14:00 CEST 12ª giornata | Sportfreunde Lotte | 0 – 0 referto | Osnabrück | FRIMO Stadion (6 913 spett.)\| Arbitro: \| Lossius \| |
| Arbitro:                                           | Lossius            |               |           |                                                       |

| Arbitro: | Müller |

|                                       |           |                                                       |
| Agu 17’ (aut.) Putaro 38’ Schwenk 82’ | Marcatori | 19’ (aut.) Valsvik 40’ Heider 48’ (rig.), 50’ Álvarez |

| Arbitro: | Schlager |

|                                  |           |             |
| Danneberg 63’ Álvarez 90’ (rig.) | Marcatori | 56’ Schorch |

| Arbitro: | Sather |

|           |           |            |
| Morys 79’ | Marcatori | 53’ Heider |

| Arbitro: | Badstübner |

|                                         |           |               |
| Heider 29’ Farrona-Pulido 82’ Klaas 88’ | Marcatori | 86’ Viteritti |

| Arbitro: | Winkmann |

|            |           |            |
| Hüsing 74’ | Marcatori | 64’ Heider |

| Arbitro: | Storks |

|                        |           |              |
| Heider 37’ Álvarez 44’ | Marcatori | 2’ Schäffler |

| Arbitro: | Osmanagic |

|              |           |           |
| Hufnagel 56’ | Marcatori | 88’ Trapp |

#### Girone di ritorno
| Arbitro: | Lechner |

|              |           |                            |
| Kaufmann 31’ | Marcatori | 36’ Farrona-Pulido 73’ Agu |

| Arbitro: | Stieler |

|           |           |  |
| Girth 37’ | Marcatori |  |

| Arbitro: | Alt |

|             |           |               |
| Mölders 61’ | Marcatori | 7’, 80’ Girth |

| Arbitro: | Badstübner |

|  |           |                         |
|  | Marcatori | 13’ Vitzthum 54’ Janjić |

| Münster 16 febbraio 2019, ore 14:00 CET 24ª giornata | Preußen Münster | 0 – 0 referto | Osnabrück | Preußenstadion (11 752 spett.)\| Arbitro: \| Dingert \| |
| Arbitro:                                             | Dingert         |               |           |                                                         |

| Arbitro: | Siewer |

|                         |           |  |
| Heider 17’ Amenyido 26’ | Marcatori |  |

| Arbitro: | Hartmann |

|                       |           |           |
| Pourié 48’ Gordon 85’ | Marcatori | 66’ Engel |

| Arbitro: | Stegemann |

|                             |           |  |
| Trapp 30’, 52’ Amenyido 40’ | Marcatori |  |

| Colonia 12 marzo 2019, ore 19:00 CET 28ª giornata | Fortuna Colonia | 0 – 0 referto | Osnabrück | Südstadion (2 438 spett.)\| Arbitro: \| Brütting \| |
| Arbitro:                                          | Brütting        |               |           |                                                     |

| Arbitro: | Jablonski |

|                                    |           |          |
| Girth 12’ Álvarez 78’ Pfeiffer 87’ | Marcatori | 6’ Tietz |

| Arbitro: | Thomsen |

|               |           |                            |
| Sickinger 69’ | Marcatori | 14’, 21’ Tigges 58’ Ajdini |

| Arbitro: | Petersen |

|              |           |  |
| Pfeiffer 75’ | Marcatori |  |

| Arbitro: | Waschitzki-Günther |

|           |           |  |
| Girth 23’ | Marcatori |  |

| Arbitro: | Gerach |

|                    |           |                                  |
| Beister 78’ (rig.) | Marcatori | 6’ Álvarez 55’ Ouahim 59’ Blacha |

| Arbitro: | Weickenmeier |

|                   |           |  |
| Agu 28’ Girth 88’ | Marcatori |  |

| Arbitro: | Gräfe |

|           |           |                      |
| Mamba 54’ | Marcatori | 52’ Heider 75’ Girth |

| Arbitro: | Rafalski |

|           |           |                         |
| Girth 20’ | Marcatori | 26’ Soukou 44’ Biankadi |

| Arbitro: | Schmidt |

|               |           |  |
| Schönfeld 35’ | Marcatori |  |

| Arbitro: | Müller |

|           |           |                                        |
| Girth 52’ | Marcatori | 12’, 49’ Schimmer 35’ Krauß 44’ Greger |

## Statistiche

### Statistiche di squadra
| Competizione | Punti | In casa | In casa | In casa | In casa | In casa | In casa | In trasferta | In trasferta | In trasferta | In trasferta | In trasferta | In trasferta | Totale | Totale | Totale | Totale | Totale | Totale | DR  |
| Competizione | Punti | G       | V       | N       | P       | Gf      | Gs      | G            | V            | N            | P            | Gf           | Gs           | G      | V      | N      | P      | Gf     | Gs     | DR  |
| ------------ | ----- | ------- | ------- | ------- | ------- | ------- | ------- | ------------ | ------------ | ------------ | ------------ | ------------ | ------------ | ------ | ------ | ------ | ------ | ------ | ------ | --- |
| 3. Liga      | 76    | 19      | 14      | 1       | 4       | 32      | 16      | 19           | 8            | 9            | 2            | 24           | 15           | 38     | 22     | 10     | 6      | 56     | 31     | +25 |
| Totale       | 76    | 19      | 14      | 1       | 4       | 32      | 16      | 19           | 8            | 9            | 2            | 24           | 15           | 38     | 22     | 10     | 6      | 56     | 31     | +25 |

### Andamento in campionato
| Giornata  | 1 | 2 | 3 | 4 | 5 | 6 | 7 | 8 | 9 | 10 | 11 | 12 | 13 | 14 | 15 | 16 | 17 | 18 | 19 | 20 | 21 | 22 | 23 | 24 | 25 | 26 | 27 | 28 | 29 | 30 | 31 | 32 | 33 | 34 | 35 | 36 | 37 | 38 |
| --------- | - | - | - | - | - | - | - | - | - | -- | -- | -- | -- | -- | -- | -- | -- | -- | -- | -- | -- | -- | -- | -- | -- | -- | -- | -- | -- | -- | -- | -- | -- | -- | -- | -- | -- | -- |
| Luogo     | C | T | C | T | C | T | C | T | C | T  | C  | T  | T  | C  | T  | C  | T  | C  | T  | T  | C  | T  | C  | T  | C  | T  | C  | T  | C  | T  | C  | C  | T  | C  | T  | C  | T  | C  |
| Risultato | V | V | N | N | V | N | P | V | V | N  | V  | N  | V  | V  | N  | V  | N  | V  | N  | V  | V  | V  | P  | N  | V  | P  | V  | N  | V  | V  | V  | V  | V  | V  | V  | P  | P  | P  |
| Posizione | 6 | 2 | 2 | 4 | 1 | 3 | 4 | 3 | 1 | 1  | 1  | 1  | 1  | 1  | 1  | 1  | 1  | 1  | 2  | 1  | 1  | 1  | 1  | 1  | 1  | 1  | 1  | 1  | 1  | 1  | 1  | 1  | 1  | 1  | 1  | 1  | 1  | 1  |

Legenda:

Luogo: C = Casa; T = Trasferta. Risultato: V = Vittoria; N = Pareggio; P = Sconfitta.

### Statistiche dei giocatori
!! colspan="4" | Totale

| Giocatore         | 3. Liga F. Agu | 3. Liga F. Agu | 3. Liga F. Agu | 3. Liga F. Agu | 15       | 2    | 1           | 0          |
| Giocatore         | Presenze       | Reti           | Ammonizioni    | Espulsioni     | Presenze | Reti | Ammonizioni | Espulsioni |
| B. Ajdini         | 36             | 3              | 4              | 0              |          |      |             |            |
| E. Amenyido       | 22             | 2              | 3              | 0              |          |      |             |            |
| L. Beckemeyer     | 0              | 0              | 0              | 0              |          |      |             |            |
| D. Blacha         | 37             | 2              | 8              | 0              |          |      |             |            |
| T. Danneberg      | 26             | 1              | 2              | 0              |          |      |             |            |
| A. Dercho         | 8              | 0              | 2              | 0              |          |      |             |            |
| K. Engel          | 24             | 1              | 5              | 1              |          |      |             |            |
| M. Farrona-Pulido | 30             | 5              | 5              | 0              |          |      |             |            |
| B. Girth          | 16             | 9              | 0              | 0              |          |      |             |            |
| S. Haubrock       | 0              | 0              | 0              | 0              |          |      |             |            |
| M. Heider         | 35             | 8              | 4              | 0              |          |      |             |            |
| S. Klaas          | 4              | 1              | 0              | 0              |          |      |             |            |
| T. Konrad         | 7              | 0              | 2              | 0              |          |      |             |            |
| K. Krasniqi       | 4              | 0              | 0              | 0              |          |      |             |            |
| N. Körber         | 34             | 0              | 1              | 0              |          |      |             |            |
| P. Kühn           | 5              | 0              | 0              | 0              |          |      |             |            |
| T. Möller         | 1              | 0              | 1              | 0              |          |      |             |            |
| A. Ouahim         | 33             | 2              | 6              | 0              |          |      |             |            |
| L. Pfeiffer       | 21             | 2              | 3              | 0              |          |      |             |            |
| A. Riemann        | 3              | 0              | 0              | 0              |          |      |             |            |
| F. Schiller       | 8              | 0              | 0              | 1              |          |      |             |            |
| A. Sušac          | 36             | 0              | 3              | 0              |          |      |             |            |
| U. Taffertshofer  | 35             | 0              | 5              | 0              |          |      |             |            |
| S. Tigges         | 25             | 2              | 1              | 0              |          |      |             |            |
| M. Trapp          | 31             | 4              | 4              | 0              |          |      |             |            |
| F. Zorba          | 0              | 0              | 0              | 0              |          |      |             |            |
| M. Álvarez        | 35             | 11             | 7              | 0              |          |      |             |            |